# Данту (кратер)
Данту — великий кратер на Церері, розташований у межах рівнини Вендімія. Він оточений кількома дрібними факелами, які разом утворюють Яскраву пляму 2.

## Етимологія
Кратер названий на честь Данту, рахівника часу і першого бога посіву народу Ґа з Аккри, Гана.

## Утворення
Вважається, що Данту утворився 230+30
−30 мільйонів років тому, виходячи з кількості ударних кратерів на поверхні його викидів.

## Фізичні риси
Вал кратера Данту досить сильно зруйнований, більша частина північно-східного валу зруйнована повністю. Через відносно молодий вік Данту його дно гладке, з кількома додатковими кратерами в ньому. На дні Данту також розташована система розломів, які здебільшого знаходяться на півдні кратера.
У центрі Данту розташована вершина з кільцевим комплексом навколо цієї вершини. Більшість ямкових кратерів Данту оточують цей об’єкт, причому діаметр цих ямних кратерів становить від 400 до 900 метрів.